# سن‌مونوروم
سن‌مونوروم شهری در کشور کامبوج است که جزو استان موندول‌کیری محسوب می‌شود و جمعیت آن براساس سرشماری سال ۱۹۹۸ میلادی ۷٫۰۳۲ نفر بوده که در سال ۲۰۰۵ میلادی به ۹٫۲۰۳ نفر افزایش یافته‌است.